# Stanley Glen Love
Stanley Glen Love dr. (San Diego, Kalifornia, 1965. június 8. –) amerikai tudós, csillagász, űrhajós.

## Életpálya
1984-ben az University of Oregon keretében számítógépes programozásból vizsgázott. 1987-ben a Harvey Mudd College (Claremont) keretében fizikából diplomázott. 1989-ben a  University of Washington keretében csillagászatból doktorált (Ph.D.). 1993-tól a NASA Jet Propulsion Laboratory mérnöke. 1994-ben az University of Hawaii keretében megvédte doktori diplomáját.
1998. június 4-től a Lyndon B. Johnson Űrközpontban részesült űrhajóskiképzésben. Kiképzett űrhajósként tagja volt több támogató (tanácsadó, problémamegoldó) – STS–104, STS–108, STS–112 és STS–132 – csapatnak. Az Űrhajózási Iroda megbízásából a Kutatási Csoport tagjaként tevékenykedett. 2011-ben Edward Tsang Lu társaságában kifejlesztette a gravitációs traktort, amely mozgási és kutatási segédeszköz más bolygó felszínének felderítésében. 2011. szeptember 19-én egy 7 napos (Rina hurrikán miatt félbeszakadt) tenger alatti (NASA Extreme Environment Mission Operations NEEMO 15) kiképzésen vett rész. 2012. június 11-től–június 22-ig a NEEMO 16 kiképzésen 10 napot töltött a tenger alatt, működtette a DeepWorker tengeralattjárót. Egy űrszolgálata alatt összesen 12 napot, 18 órát, 21 percet és 50 másodpercet  (306 óra) töltött a világűrben. Űrhajós pályafutását 2011 novemberében fejezte be.

## Űrrepülések
STS–122  az Atlantis űrrepülőgép 29. repülésének küldetésfelelőse. Legfőbb feladat a Nemzetközi Űrállomáson üzembe helyezni a Columbus laboratóriumot. Egy űrszolgálat alatt összesen 12 napot, 18 órát, 21 percet és 50 másodpercet  (306 óra) töltött a világűrben. Kettő űrsétái (kutatás, szerelés) alatt összesen 15 órát és 23 percet töltött a világűrben. 8 500 000 kilométert (5 300 000 mérföldet) repült, 202 alkalommal kerülte meg a Földet.